# 소득세
소득세(所得稅)는 개인이 얻은 소득이나 이윤에 부과하는 정부의 조세이며 직접세에 속한다.

## 역사
최초의 소득세는 이집트에서 비롯하였다. 로마 공화정 초기에 공공세는 소유한 부와 재산에 대한 비싸지 않은 과세로 이루어졌다. 평시의 세율은 1% 정도였고 전쟁과 같은 상황에서는 3% 정도로 치솟기도 했다. 이러한 세금은 토지, 주택, 기타 부동산, 노예, 짐승, 사유품, 화폐에 부과되었다. 재산이 많을수록 세금이 더 많아지는 방식이다. 세금은 개인에게서 걷었다.

### 현대
현대 소득세는 1799년 헨리(Henry Beeke)가 제안한 것이 시초이다. 이 소득세는 프랑스 혁명 전쟁에 필요한 무기와 장비 구매 예산을 충당할 목적으로 1798년 12월 수상 윌리엄 피트가 그레이트브리튼 왕국에 도입하였다.

## 같이 보기
- 부유세
- 음의 소득세
- 양도소득세
- 법인세